# Milorad Nikolić
Milorad Nikolić (* 6. února 1984, Bělehrad) je bývalý srbský fotbalový brankář.

## Klubová kariéra
Svoji fotbalovou kariéru začal v FK Zemun. Mezi jeho další angažmá patří: FK Beograd, FK Budućnost Dobanovci, FK Sinđelić Beograd, FK Bežanija, FK Crvenka, FK Mladost Apatin, FK Sevojno, FK Sloboda Užice, FK Javor Ivanjica a MFK Ružomberok.
V sezóně 2013/14 Corgoň ligy dělal brankářskou jedničku v Ružomberoku. Po sezóně 2013/14 si hledal nové angažmá. V zimní ligové přestávce sezony 2014/15 absolvoval přípravu s FC ViOn Zlaté Moravce, ale v březnu 2015 se dohodl na smlouvě opět s Ružomberokem.